# Mi mujer es muy decente, dentro de lo que cabe
Mi mujer es muy decente, dentro de lo que cabe es una película española dirigida por Antonio Drove en 1975. Esta comedia cuenta con un guion a ocho manos del propio productor José Luis Dibildos, del humorista gráfico Chumy Chúmez, de Manuel Summers y de José Luis Garci.
Es una de las películas que se suele asociar a la llamada Tercera Vía del cine español propio de la Transición, aunque también tiene elementos de la comedia sexy del landismo.

## Argumento
La convivencia en el matrimonio formado por Paulino (José Sacristán) y Margarita (Concha Velasco) está lejos de ser perfecta. Él es un hombre apocado, centrado en su afición por los pájaros y que vive resentido con su esposa porque ella fue, en su juventud, cantante de zarzuela. Paulino termina dejando a Margarita por la desinhibida y alegre Paloma (María Luisa San José). Todo va bien hasta que aparece de nuevo el fantasma de los celos.

## Curiosidades
- Los fondos del número musical son ilustraciones de personajes del dibujante Chumy Chúmez, coguionista de la película.
- En el número musical del local "La Fontana" uno de los bailarines que sujeta a Margarita (Concha Velasco) es Paco Marsó, su marido en la vida real.

## Reparto
| Intérprete               | Personaje                            |
| ------------------------ | ------------------------------------ |
| Concha Velasco           | Margarita                            |
| José Sacristán           | Paulino                              |
| María Luisa San José     | Paloma                               |
| Mirta Miller             | Verónica                             |
| Laly Soldevila           | Basilia                              |
| Guadalupe Muñoz Sampedro | Doña Amparo                          |
| Bárbara Rey              | Cristina                             |
| Eva León                 | Miriam                               |
| Alberto Fernández        | Médico                               |
| Julián Navarro           | Mateo                                |
| Antonio Ferrandis        | Claudio                              |
| María de las Rivas       |                                      |
| Fernanda Hurtado         | María                                |
| María Elena Flores       |                                      |
| Scott Miller             |                                      |
| Javier De Campos         |                                      |
| Luis Barbero             | Sr. Guruceta                         |
| Pilar Gómez Ferrer       | Sra. de Guruceta                     |
| Juan Cazalilla           |                                      |
| Marta Velasco            |                                      |
| Manuel Alexandre         | Presidente Comunidad de Propietarios |